# Stock Struck
Stock Struck (en hangul, 개미가 타고 있어요; RR: Gaemiga Tago Isseoyo; lit. 'La hormiga está subiendo') es una serie de televisión surcoreana dirigida por Choi Ji-yeong y protagonizada por Han Ji-eun, Hong Jong-hyun, Jang Gwang, Jung Moon-sung y Kim Sun-young. Se emitió por la plataforma TVING desde el 12 de agosto hasta el 28 de octubre de 2022, todos los viernes a las 16:00 horas (hora local coreana).

## Sinopsis
Stock Struck es una comedia humana sobre el mundo de las inversiones bursátiles desde el punto de vista de cinco hormigas (así se llama a los pequeños inversores individuales). En ella, cinco hormigas que han entrado en el mercado de valores, cada una con su historia individual detrás, participan en una misteriosa reunión de accionistas y se dan cuenta de la vida, la amistad y el amor a través de este mundo. Con ello, el propósito es mostrar el proceso de aprendizaje en el mercado bursátil de cinco pequeños inversores de diversas edades y ocupaciones.

## Reparto

### Principal
- Han Ji-eun como Yoo Mi-seo, la mejor vendedora de unos grandes almacenes, pero una perdedora profesional que experimenta el fracaso al invertir en acciones de una futura novia feliz antes del matrimonio.[5][6][7]
- Hong Jong-hyun como Choi Seon-ho, tiene un trabajo de medio tiempo en una tienda de conveniencia, aunque conduce un automóvil de lujo.[5][7]
- Jang Gwang como Kim Jin-bae, un profesor de inglés que entró en la bolsa después de jubilarse, aumentando su riqueza.[5][8][9]
- Jung Moon-sung como Kang San.[5][9]
- Kim Sun-young como Jeong Haeng-ja, propietaria de un restaurante de jokbal.[5]

### Secundario
- Go Yoon como Choi Jin-wook.[10]
- Kang Da-hyun como Shim Soo-jin, amiga de Mi-seo, que la introduce en el mundo de las inversiones.[11][12]
- Seo Hyun-chul como un director ejecutivo (dos episodios).

## Producción
La serie refleja la pasión por la bolsa que se desató en los últimos años entre los ciudadanos comunes. El canal TVING analizó antes de la misma la relación con el mercado de valores de quinientos hombres y mujeres de 14 a 49 años de todo el país; resultó que un 38% de ellos eran inversores individuales con una inversión de menos de cinco millones de wones, lo que demuestra cuánto ha crecido esta práctica.
El 6 de julio de 2022 se publicaron los dos primeros carteles de la serie con los cinco protagonistas, y seis días después se distribuyó el primer tráiler.
El 8 de agosto de 2022 se presentó la serie en línea con la presencia del director y los protagonistas. Según declaró el director en la presentación, «ha habido tanta locura por las acciones que se acuñó una nueva expresión: Movimiento de Hormigas Donghak, pero no se ha hecho ninguna serie sobre ello. Pensamos que sería bueno hacer una [...] Pensé que podría hacer una serie con la que todos puedan identificarse, ya sean accionistas o no».